# Qualificazioni alla Coppa del Mondo di rugby femminile 2010
Le qualificazioni alla Coppa del Mondo di rugby femminile 2010 si tennero tra il 6 febbraio e il 6 novembre 2009 e videro la partecipazione di 16 squadre nazionali che si affrontarono in tornei di qualificazione su base geografica.
Alla Coppa del Mondo di rugby femminile 2010 parteciparono 12 federazioni, 3 delle quali già qualificate automaticamente in base ai risultati ottenuti nella Coppa del Mondo di rugby femminile 2006 (Nuova Zelanda campione uscente, Inghilterra finalista nonché Paese organizzatore della competizione del 2010 e Francia, terza classificata) e altre 3 che ottennero un passaggio automatico in quanto uniche concorrenti per la loro regione: Canada e Stati Uniti per le Americhe e Sudafrica per l’Africa.
Dei 6 posti rimanenti, quattro furono assegnati all’Europa e uno ciascuno ad Asia e Oceania.
In ordine di tempo le prime quattro qualificate furono le europee, definite tra marzo (Galles e Irlanda) e maggio 2009 (Scozia e Svezia); ad agosto si qualificò l’Australia nel play-off contro Samoa e infine a novembre il Kazakistan completò la griglia di partecipanti vincendo il campionato asiatico.

## Criteri di qualificazione
Per quanto sopra detto, le qualificazioni riguardarono soltanto tre confederazioni continentali (Asia, Europa e Oceania).
- Asia (1 qualificata): vincitrice del campionato asiatico femminile in programma dal 4 al 6 novembre 2009 a Singapore[1].
- Europa (4 qualificate): stante l’automatica qualificazione di Francia e Inghilterra, le migliori due classificate tra le altre quattro squadre del Sei Nazioni che si tenne dal 6 febbraio al 22 marzo 2009 (Galles, Irlanda, Italia e Scozia) accedettero direttamente alla Coppa del Mondo[1] rispettivamente come Europa 1 ed Europa 2; le altre due accedettero al trofeo di qualificazione FIRA che si tenne in Svezia dal 17 al 23 maggio 2009 insieme ad altre sei squadre europee, e le vincitrici di ciascuno dei due gironi del torneo accedettero al torneo come Europa 3 ed Europa 4 (in base al punteggio ottenuto nel proprio girone).
- Oceania (1 qualificata): spareggio in gara unica tra Australia e Samoa in programma in casa di quest’ultima il 7 agosto 2009[1][2].

## Situazione prima degli incontri di qualificazione
| Fase                  | Africa                          | Americhe                                    | Asia                                                                                | Europa | Oceania                                            |
| --------------------- | ------------------------------- | ------------------------------------------- | ----------------------------------------------------------------------------------- | --- | -------------------------------------------------- |
| Qualificate d’ufficio | - Sudafrica (concorrente unica) | - Canada - Stati Uniti (concorrenti uniche) |                                                                                     | - Francia (3ª WRWC 2006) - Inghilterra (organizzatore) | - Nuova Zelanda                                    |
| Esito qualificazioni  |                                 |                                             | Qualificata Asia                                                                    | Qualificata Europa 1 Qualificata Europa 2 Qualificata Europa 3 Qualificata Europa 4                                                                                    | Qualificata Oceania                                |
| Secondo turno         |                                 |                                             | Vincitrice campionato asiatico 2009 - Giappone - Hong Kong - Kazakistan - Singapore | Vincitrice di ciascuno dei due gironi del Trofeo FIRA 2009 tra: - Belgio - Germania - Paesi Bassi - Russia - Spagna - Svezia - Ultime due classificate del primo turno | Vincitrice spareggio oceaniano - Australia - Samoa |
| Primo turno           |                                 |                                             |                                                                                     | Migliori due classificata al Sei Nazioni 2009 tra: - Galles - Irlanda - Italia - Scozia                                                                                |                                                    |

## Qualificazioni Asia
Il torneo di qualificazione coincise con il campionato asiatico femminile 2009.
Quattro formazioni, Giappone, Kazakistan, Hong Kong e le padrone di casa di Singapore si incontrarono a eliminazione diretta; nella finale per il titolo prevalse il Kazakistan sul Giappone che guadagnò titolo e qualificazione.

### Verdetto
- Kazakistan: qualificato alla Coppa del Mondo per la zona Asia

## Qualificazioni Europa

### Classifica primo turno
|  | Squadra | G | V | N | P | P+ | P-  | P±   | PT |
|  | ------- | - | - | - | - | -- | --- | ---- | -- |
|  | Galles  | 5 | 4 | 0 | 1 | 94 | 69  | +25  | 8  |
|  | Irlanda | 5 | 3 | 0 | 2 | 88 | 64  | +24  | 6  |
|  | Scozia  | 5 | 1 | 0 | 4 | 38 | 161 | -123 | 2  |
|  | Italia  | 5 | 0 | 0 | 5 | 57 | 160 | -103 | 0  |

### Classifica secondo turno

#### Girone A
|  | Squadra     | G | V | N | P | PF  | PS  | P±   | B | PT |
|  | ----------- | - | - | - | - | --- | --- | ---- | - | -- |
|  | Scozia      | 3 | 3 | 0 | 0 | 193 | 18  | +175 | 3 | 15 |
|  | Paesi Bassi | 3 | 2 | 0 | 1 | 152 | 38  | +114 | 2 | 10 |
|  | Russia      | 3 | 1 | 0 | 2 | 29  | 129 | -100 | 1 | 5  |
|  | Belgio      | 3 | 0 | 0 | 3 | 11  | 200 | -189 | 0 | 0  |

#### Girone B
|  | Classifica | G | V | N | P | PF | PS  | P±   | B | PT |
|  | ---------- | - | - | - | - | -- | --- | ---- | - | -- |
|  | Svezia     | 3 | 3 | 0 | 0 | 63 | 28  | +35  | 1 | 13 |
|  | Spagna     | 3 | 2 | 0 | 1 | 92 | 18  | +74  | 2 | 10 |
|  | Italia     | 3 | 1 | 0 | 2 | 68 | 28  | +40  | 3 | 7  |
|  | Germania   | 3 | 0 | 0 | 3 | 8  | 157 | -149 | 0 | 0  |

### Verdetto
- Galles: qualificato alla Coppa del Mondo come prima squadra europea
- Irlanda: qualificata alla Coppa del Mondo come seconda squadra europea
- Scozia: qualificata alla Coppa del Mondo come terza squadra europea
- Svezia: qualificata alla Coppa del Mondo come quarta squadra europea

## Qualificazioni Oceania
Il play-off oceaniano tra Australia e Samoa si tenne in gara unica in casa di quest’ultima ad Apia: le Wallaroos australiane si imposero nettamente per 87-0 con 15 mete, 6 delle quali trasformate, e non ebbero alcun problema a centrare la qualificazione.
| Apia 7 agosto 2009, ore 16 UTC+13 | Samoa | 0 – 87 referto | Australia | Apia Park |
| mt 3’, 25’ Sims 10’ Giteau 18’, 39’ Beck 29’, 54’, 57’ Trethowan-Smyth 33’ Brown 37’ Morgan 44’ Porter 67’ Ross 71’ Williams 75’ Sa’u 80’ Pennell tr 25’, 37’, 39’ Ormsby 67’, 75’, 80’ Hewson |       | |           |           |
| |       | |           |           |
| | mt    | 3’, 25’ Sims 10’ Giteau 18’, 39’ Beck 29’, 54’, 57’ Trethowan-Smyth 33’ Brown 37’ Morgan 44’ Porter 67’ Ross 71’ Williams 75’ Sa’u 80’ Pennell |           |           |
| | tr    | 25’, 37’, 39’ Ormsby 67’, 75’, 80’ Hewson |           |           |

### Verdetto
- Australia: qualificata alla Coppa del Mondo per la zona Oceania

## Quadro completo delle qualificazioni
In grassetto le squadre ammesse al turno successivo.
| Fase                  | Africa                          | Americhe                                    | Asia                                                                     | Europa | Oceania                                 |
| --------------------- | ------------------------------- | ------------------------------------------- | ------------------------------------------------------------------------ | --- | --------------------------------------- |
| Qualificate d’ufficio | - Sudafrica (concorrente unica) | - Canada - Stati Uniti (concorrenti uniche) |                                                                          | - Francia (3ª WRWC 2006) - Inghilterra (organizzatore)                                                                   | - Nuova Zelanda                         |
| Esito qualificazioni  |                                 |                                             | Qualificata Asia - Kazakistan                                            | Qualificata Europa 1 - Galles Qualificata Europa 2 - Irlanda Qualificata Europa 3 - Scozia Qualificata Europa 4 - Svezia | Qualificata Oceania - Australia         |
| Secondo turno         |                                 |                                             | Campionato asiatico 2009 - Giappone - Hong Kong - Kazakistan - Singapore | Trofeo FIRA 2009 - Belgio - Germania - Italia - Paesi Bassi - Russia - Scozia - Spagna - Svezia                          | Spareggio oceaniano - Australia - Samoa |
| Primo turno           |                                 |                                             |                                                                          | Sei Nazioni 2009 - Galles - Irlanda - Italia - Scozia                                                                    |                                         |